# Franciszek Dudzik
Franciszek Dudzik (ur. 16 października 1902 w Biechowie, zm. 17 lipca 1970 w Londynie) – major obserwator, pilot Polskich Sił Powietrznych w Wielkiej Brytanii.

## Życiorys
W 1925 roku rozpoczął naukę w Oficerskiej Szkole Lotnictwa w Grudziądzu, którą ukończył w 1927 r. z 10. lokatą. W stopniu sierżanta podchorążego obserwatora został skierowany do 11. eskadry lotniczej 1. pułku lotniczego. Przeszedł przeszkolenie w zakresie pilotażu, został awansowany na stanowisko zastępcy dowódcy eskadry.
W 1928 roku otrzymał awans na stopień podporucznika, w 1931 r. na stopień porucznika a w 1936 r. na stopień kapitana. W latach 1938–39 był słuchaczem Wyższej Szkoły Lotniczej.
Po kampanii wrześniowej przedostał się do Wielkiej Brytanii gdzie wstąpił do RAF, otrzymał numer służbowy P-0907. W latach 1940–45 należał do personelu latającego Polskich Sił Powietrznych. Był trzykrotnie odznaczony Medalem Lotniczym.
Po demobilizacji pozostał na emigracji w Wielkiej Brytanii. Zmarł w Londynie i został pochowany na cmentarzu South Ealing.